# Kanton Caudry
Kanton Caudry is een kanton van het Franse Noorderdepartement. Het kanton maakt deel uit van het arrondissement Cambrai.
Het kanton Caudry werd  gevormd ingevolge het decreet van 17 februari 2014 met uitwerking in maart 2015 met gemeenten uit de kantons Carnières (12), Solesmes (16), Cambrai-Est (4) en Clary (1), met Caudry als hoofdplaats

## Gemeenten
Het kanton omvat de volgende gemeenten:
- Avesnes-les-Aubert
- Beaurain
- Beauvois-en-Cambrésis
- Bermerain
- Béthencourt
- Bévillers
- Boussières-en-Cambrésis
- Cagnoncles
- Capelle
- Carnières
- Caudry (hoofdplaats)
- Cauroir
- Escarmain
- Estourmel
- Haussy
- Iwuy
- Montrécourt
- Naves
- Quiévy
- Rieux-en-Cambrésis
- Romeries
- Saint-Aubert
- Saint-Hilaire-lez-Cambrai
- Saint-Martin-sur-Écaillon
- Saint-Python
- Saint-Vaast-en-Cambrésis
- Saulzoir
- Solesmes
- Sommaing
- Vendegies-sur-Écaillon
- Vertain
- Viesly
- Villers-en-Cauchies